# Обратная симметрия (христианство)
Обратная симметрия — структурный принцип организации в христианской демонологии. Заключается в бинарной модели мира: всё инфернально-демоническое соотносится с божественным, между этими началами существует параллелизм, но с противоположными ценностными значениями. Такое противопоставление проявляется во всей христианской мифологии, что приводит к парадоксальным, необычным, с современной точки зрения, противоположным парам: Иисус Христос закончил свои земные дни в воздухе — но и «ученик дьявола» Иуда умер в воздухе; дьявол, исчезая, оставляет после себя зловоние— в то время как святой, умирая, оставляет после себя приятный аромат. К числу подобных антитез относят противопоставление метки дьявола и стигматов. Историк Юлия Игина отмечала эту взаимосвязь следующим образом: «…стигматы — раны Христа, нанесённые ему при распятии, — как считалось, появляются у исключительно верующих и преданных вере людей, на которых снизошла высшая милость разделить в знак своей веры испытания Христа. Согласно принципу обратной симметрии, „метка дьявола“ обладала прямо противоположными характеристиками. Так, по представлениям, метка была нечувствительна к боли и не кровоточила при прокалывании, в противоположность стигматам — постоянно кровоточащим и страшно болезненным ранам. В соответствии с тем же принципом осмыслялись и носители этих знаков: стигматы свидетельствовали об исключительной святости и избранности носящего их человека, в то время как „метки дьявола“ носили на себе отрекшиеся от Бога ведьмы, в знак их верности договору с дьяволом ».  
В анонимном латинском трактате «Книга о трёх обиталищах» целенаправленно проводится противопоставление ада и рая. Последовательно проведена тема зеркальности в паре Иисус-Антихрист. Последний, по мнению филолога Александра Махова, «является „анти-Христом“ именно в том смысле, что последовательно пародирует все фазы жизни и деяний Христа». Принцип обратной симметрии находит отражение и в христианской диахронии. Например, если дьявол обманул человека — то и Иисус вынужден ответить таким образом дьяволу; если дьявол сумел победить человека — то именно человеку он и должен проиграть, и т. д. Обратная симметрия представлена и в иконографии: так, Иуда в некоторых случаях представлен с нимбом, но отличным от святых — с чёрным. В XVI—XVII веках интерес в христианской демонологии к подобным построениям постепенно исчезает. 